# Дедкова Владлена Сергіївна
Владлена Сергіївна Дедкова (Марчак) (нар. 6 грудня 1989) — українська акторка театру і кіно.

## Походження та навчання
Владлена Дедкова народилася 6 грудня 1989 року. Вона закінчила театральний факультет Київської академії мистецтв (ВКМ КДАМ) у майстерні А. Заболотного. Здобула звання магістра філософії  у Київського національного університету імені Тараса Шевченка.

## Творчість
З 1998 року по 2012 рік Владлена Дедкова (Марчак) працювала актрисою Театру «Браво» у Києві.
Крім того, у 2011—2012 роках вона працювала ведучою ранкових ефірів on-line радіо Face-FM. 
З 2012 року по 2014 Владлена Дедкова (Марчак) працювала викладачем акторської майстерності в дитячій групі в театральній студії «Маска».
З 2011 по 2017 роки працювала ведучою ранкових ефірів на Центральному каналі у програмі «Рано вранці».
З 2023 року викладач в театральній музичній студії «Broadway kids».

## Фільмографія

### Ролі в кіно
| Рік         |   | Назва                      | Роль                            |
| ----------- | - | -------------------------- | ------------------------------- |
| 2018        | с | За правом любові Україна   | Ірена (головна роль)            |
| 2018        | с | Пес 4 Україна              | любовница Вадима                |
| 2017        | с | Той, хто не спить Україна  | Майя                            |
| 2016 — 2017 | с | Райське місце Україна      | Кристіна Василевська            |
| 2016        | с | Центральна лікарня Україна | Марина, пацієнтка з апендицитом |
| 2016        | с | Співачка Україна           | Аза                             |
| 2016        | с | На лінії життя Україна     | Колесник, друга дружина Антона  |
| 2016        | с | Вчера. Сегодня. Навсегда   | Ася                             |
| 2015        | с | Погана сусідка             | Алла                            |
| 2014 — 2015 | с | СишИшШоу Україна           | епізод                          |
| 2014        | с | Поки станиця спить         | Марфуша                         |
| 2014        | с | Давай поцелуемся Україна   | адміністратор готелю            |
| 2013 — 2014 | с | Сашка Україна              | Марина (головна роль)           |
| 2013        | с | Шеф поліції                | Любов, продавець (епізод)       |
| 2013        | с | Агент                      | епізод                          |
| 2012        | с | СБУ. Спецоперація Україна  | Настя                           |
| 2012        | с | Навчаю грі на гітарі       | епізод                          |
| 2012        | с | Захисниця                  | медстестра                      |
| 2012        | с | Час кохати                 | епізод                          |
| 2007        | с | Смерть шпіонам             | Ксюша, радистка                 |
| 2004        | с | П'ять зірок Україна        | Маша Сергіївна                  |

## Театральні вистави
- А зорі тут тихі … (Б. Васильєв) Галя Четвертак (Театр «Браво»)
- Фантазії Фарятьєва (А. Соколова) / Люба (Театр «Браво»)
- Одруження Фігаро (П'єр Бомарше) / Фаншетта (Театр «Браво»)
- Пропозиція (Антон Чехов) / Наталія Степанівна (Театр «Браво»)
- Репетиція любові і … самотності / (Ф. Саган) / Мезі (Театр «Браво»)
- Ціна любові / (М. Задорнов) / Оксана (Театр «Браво»)
- Чоловічий рід, однина або не вір очам своїм / (Ж.-Ж. Брикер, М. Ласег) / Жасант (Театр «Браво»)
- Тріо любові або травма впізнавання (М. Мітуа, Р. Андерсон) / Ніколь
- Ангел / Петра (Театр «Браво»)
- Снігова Королева / Герда, Маленька Разбійниця (Театр «Браво»)
- Пригоди в чорно-білому королівстві / Врєдіна (Театр «Браво»)
- Чарівні черевички / Дівчинка (Театр «Браво»)
- Чарівний хвостик / Мишка (Театр «Браво»)
- Кусака / Кусака (Театр «Браво»)

## Родина
Одружена, чоловік кінооператор та режисер Данил Дедков.